# Флажок (гимнастика)

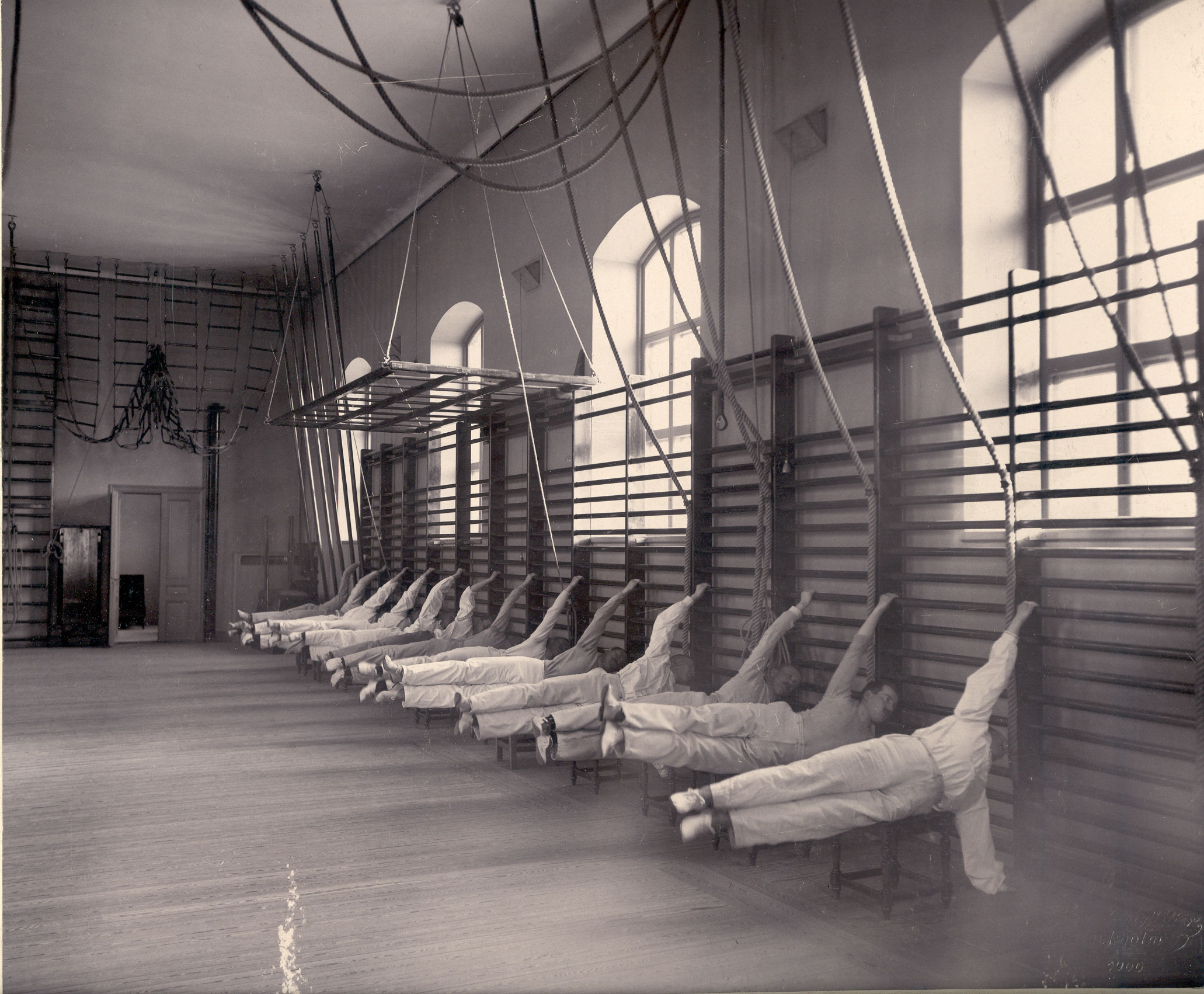
Разучивание элемента «флажок», гимнастический центральный институт, Стокгольм (Швеция), 1900

Флажо́к — боковой баланс, статический силовой элемент гимнастики на шведской стенке, шесте, других вертикальных объектах, пригодных для его выполнения. Для этого необходимо взяться двумя руками за гимнастический снаряд широкой постановкой рук, поднять тело в положение, параллельное земле и перпендикулярное по отношению к снаряду, и удерживать его. Для его выполнения требуется особая физическая подготовка. Во время удержания этого положения больше всего работают широчайшие мышцы спины, плечевой пояс, прямые и косые мышцы живота. Чаще всего выполняется в таких спортивных направлениях, как Street Workout и Pole dance.

## Вариации
Есть много вариаций исполнения флажка.

### Стандартный
Стандартный (перпендикулярный) флажок.

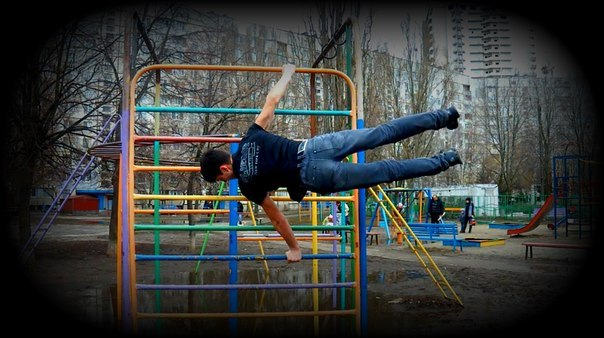
Параллельный флажок

### Параллельный флажок
Флажок при котором тело удерживается параллельно снаряду.

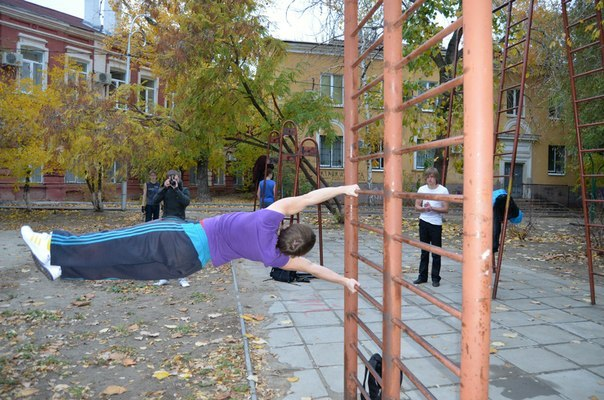
Флажок в узком хвате

### Флажок в узком хвате
Выполняется как простой флажок, но с узкой постановкой рук.

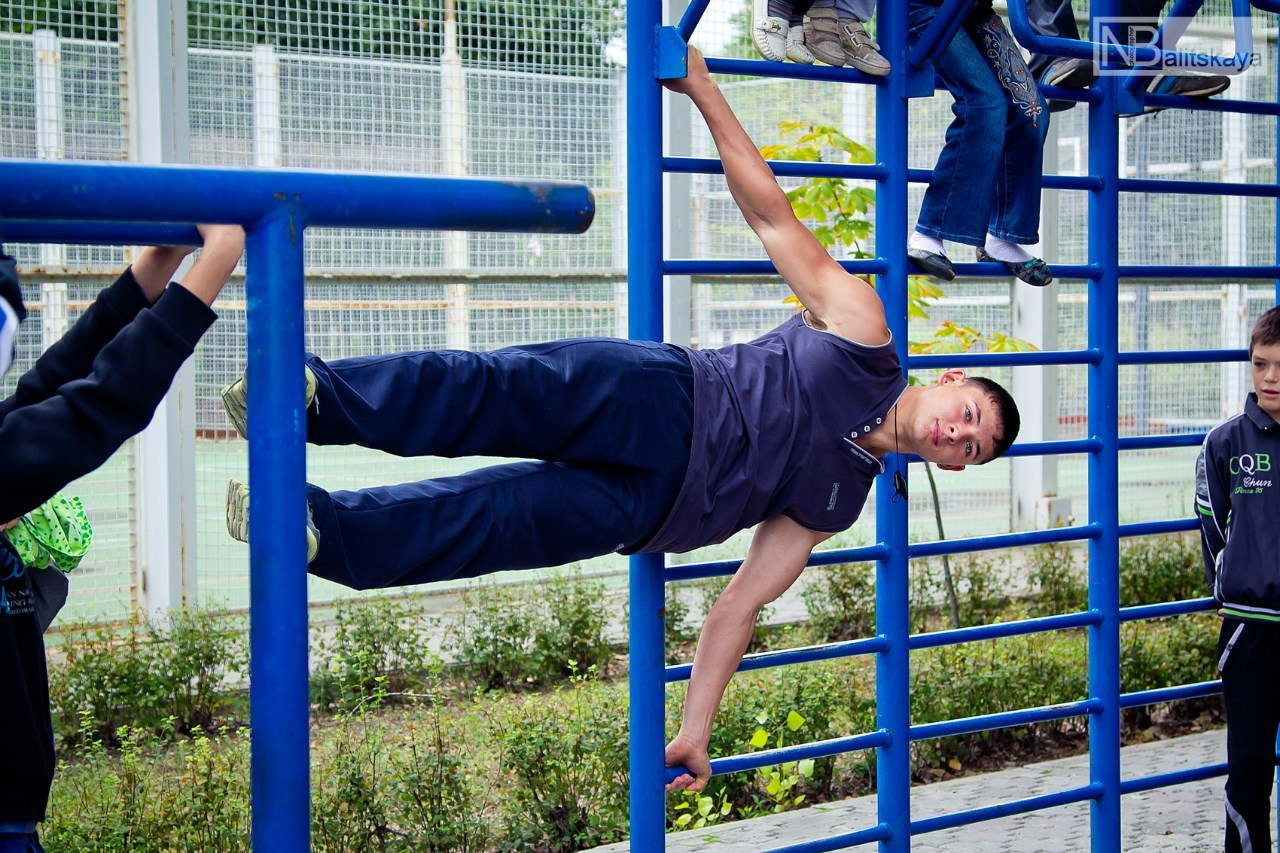
Задний параллельный флажок

### Задний параллельный флажок
Выполняется как параллельный флажок, но тело возвращено к снаряду спиной.

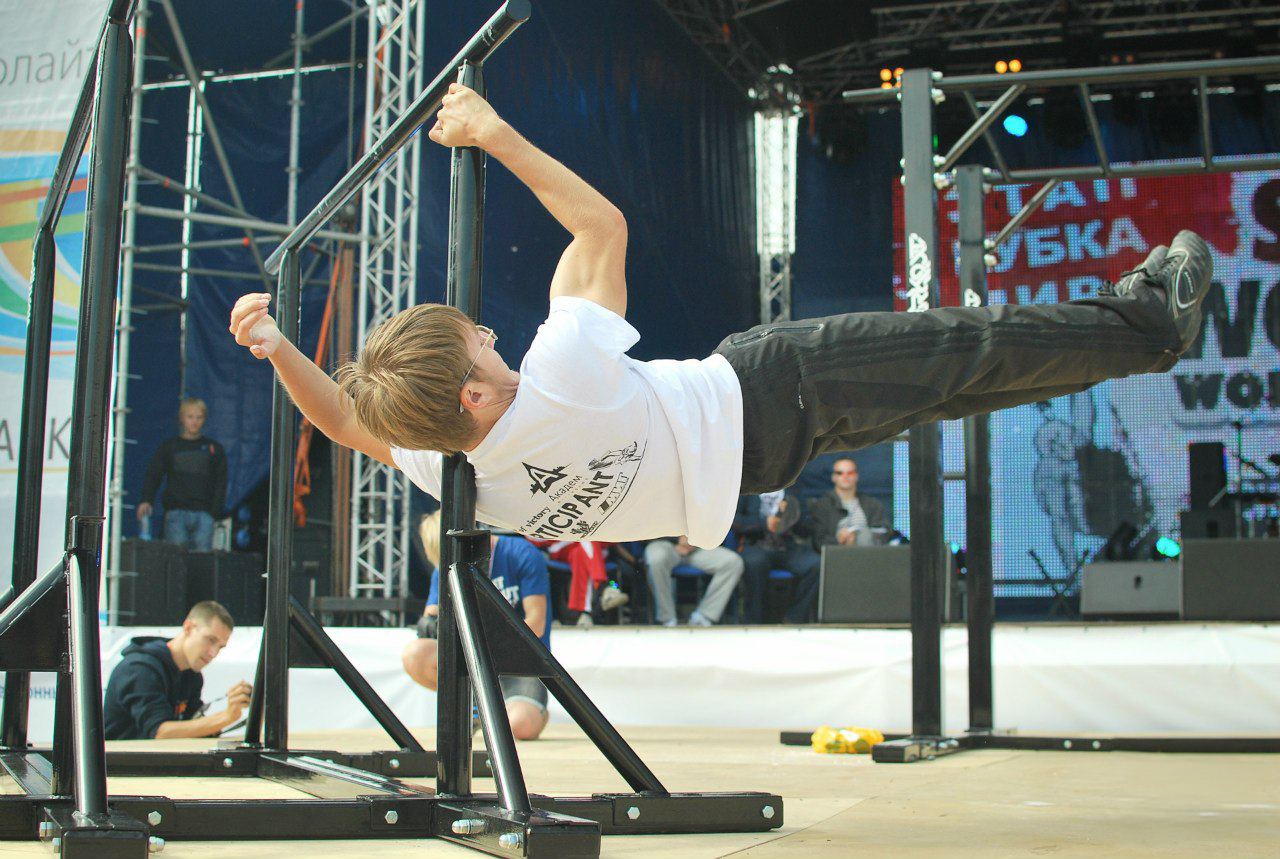
Флажок дракона

### Флажок дракона
Этот вид флажка выполняется, опираясь плечом на снаряд, и удерживая тело параллельно земле. Выполняется, держась двумя или одной рукой за снаряд.

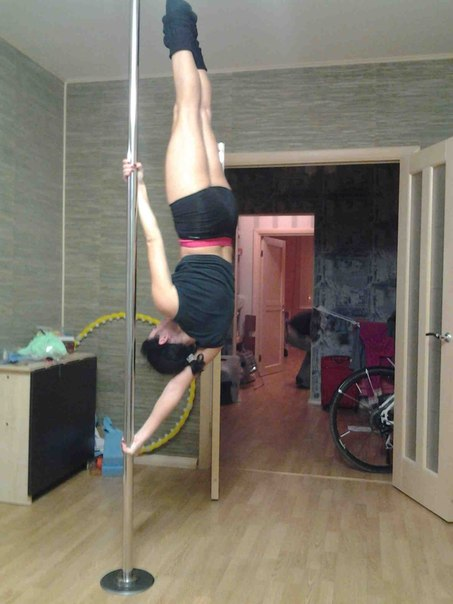
Вертикальный флажок

## Изучение
Для освоения элемента рекомендуется иметь высокую силовую подготовку: уверенно выполнять большое количество подтягиваний, отжиманий в стойке на руках и подъёмов ног к перекладине. Перед началом тренировки этого элемента нужно хорошо размяться. Легче изучать этот элемент на шведской стенке. Руки нужно поставить не слишком широко, но и не слишком узко. Ладони должны смотреть друг на друга (верхняя рука — верхним хватом, нижняя рука — нижним). Поднимите ноги вверх, принимая вертикальное положение вдоль снаряда. Если вы можете удерживать такое положение более 20 секунд, пробуйте согнуть ноги и опускаться на какое-то расстояние от вертикального положения и подниматься обратно, пока вы не сможете опуститься до горизонтали и вернуться. Если вы способны выполнять предыдущие упражнения, попробуйте опуститься и задержаться в этом положении.

## Тренировка
Для изучения других вариаций флажка или увеличения времени удержания и качества выполнения вам нужно проводить силовые тренировки. Они состоят из попыток или удержания самого элемента, подготовительных и базовых упражнений.

### Попытки или удержание флажка или его вариаций
В начале тренировки сделайте несколько попыток элемента или удерживайте элемент максимальное время.

### Подготовительные упражнения
Взявшись двумя руками за шведскую стенку поднимайте тело к горизонтали и опускайте в исходное положение. Делайте это упражнение 3—4 подхода на максимальное количество повторов.
Опускайтесь из вертикального положения в горизонтальное и обратно. Выполняйте это упражнение 1—2 подхода на максимальное количество повторов.

### Базовые упражнения
Базовыми упражнениями для флажка будут подтягивания, отжимания на брусьях и в стойке на руках, прокачка пресса. Подтягивания нужно выполнять с дополнительным весом в диапазоне 8—12 повторов. На каждой тренировке попробуйте выполнять подтягивания с большим весом. Отжимания на брусьях нужно выполнять с дополнительным весом аналогично подтягиваниям. Отжимания в стойке на руках нужно выполнять у стены или если вы умеете хорошо балансировать в стойке без опоры, пробуйте отжиматься без опоры. Возьмитесь двумя руками за перекладину и поднимайте прямые ноги к грифу. Выполняйте это упражнение до полного утомления пресса.

## Подтягивание во флажке
Подтягивание во флажке является достаточно сложным упражнением, поэтому если вы не можете удерживать статическое положение не менее 10 секунд не начинайте изучать её. Сначала выполняйте подтягивания в вертикальном флажке, позже расставьте ноги и немного опуститесь и снова выполняйте
подтягивания, пока не научитесь подтягиваться в горизонтальном положении. Когда сможете выполнять 5 подтягиваний учитесь подтягиваться держа ноги вместе так же.

## Рекорды
Рекорд удержания флажка принадлежит Wang Zhonghua из Китая. 15 августа 2011 он смог продержать положение флажка 1 минуту 5,7 секунды. Рекорд подтягиваний во флажке принадлежит Islam Badurgov. Он выполнил 29 подтягиваний, но в ближайшем будущем он хочет превзойти этот рекорд.